# Somoni
Der Somoni (tadschikisch Сомонӣ/Somonij; russisch сомони) ist die Währung Tadschikistans.
Ein Tadschikischer Somoni ist in 100 Diram unterteilt. Der Somoni ersetzte am 30. Oktober 2000 den Tadschikischen Rubel. Für 1.000 Rubel war der Wechselkurs ein Somoni.
Die Banknoten sind aus 100 % Baumwolle und gibt es in den Stückelungen:
- 1, 5, 20 und 50 Diram
- 1, 3, 5, 10, 20, 50, 100, 200 und 500 Somoni

Münzen sind seit 2001 im Umlauf:
- 5, 10, 20, 25 und 50 Diram
- 1, 3 und 5 Somoni (kaum im Umlauf)

Die kleinen Banknoten werden den Münzen vorgezogen.
Der Name Somoni ist von den Samaniden abgeleitet. Die Samaniden waren eine persische Dynastie in Zentralasien.  Die Währung wurde nach dem tadschikischen Vater der Nation, dem Samanidenherrscher Ismail I. (tadschikisch Исмоил Сомонӣ Ismoil Somonij), benannt.

## Münzen
| Nennwert | Bild     | Motiv                   | Material                | Gewicht | Durchmesser | Dicke   | Rand                   |
| -------- | -------- | ----------------------- | ----------------------- | ------- | ----------- | ------- | ---------------------- |
| 5 Diram  | 5 Diram  | Krone und sieben Sterne | Stahl, messingplattiert | 2,0 g   | 16,5 mm     | 1,35 mm | glatt                  |
| 10 Diram | 10 Diram | Krone und sieben Sterne | Stahl, messingplattiert | 2,4 g   | 17,5 mm     | 1,4 mm  | glatt                  |
| 20 Diram | 20 Diram | Krone und sieben Sterne | Stahl, messingplattiert | 2,7 g   | 18,5 mm     | 1,4 mm  | glatt                  |
| 25 Diram | 25 Diram | Krone und sieben Sterne | Nickel-Messing          | 2,76 g  | 19 mm       | 1,4 mm  | glatt                  |
| 50 Diram | 50 Diram | Krone und sieben Sterne | Nickel-Messing          | 3,6 g   | 21 mm       | 1,45 mm | glatt                  |
| 1 Somoni | 1 Somoni | Ismoil Somoni           | Kupfernickel            | 5,2 g   | 24 mm       | 1,6 mm  | unterbrochen geriffelt |
| 3 Somoni | 3 Somoni | Wappen Tadschikistans   | Kupfernickel            | 6,3 g   | 25,5 mm     | 1,8 mm  | Inschrift              |
| 5 Somoni | 5 Somoni | Abuabdullo Rudaki       | Kupfernickel            | 7,0 g   | 26,5 mm     | 1,85 mm | unterbrochen geriffelt |